# Дванадесета лозенградска дружина
Дванадесета лозенградска дружина е военна част от Македоно-одринското опълчение. Тя е формирана на 16 октомври 1912 година, а е разформирована на 19 септември 1913 година. Част е от състава на Третата македоно-одринска опълченска бригада.
Дружината се организира в Бургас в триротен състав под ръководството на подпоручик Трифон Кунев. В първата ѝ рота, така наречения Юнашки легион, с командир швейцарецът Луи Айер, са включени 205 души, членове на юнашката гимнастическа организация в града. Втората рота, поверена на подпоручик Карекин Нъждех, е съставена само от арменци и е известна като Арменска рота, а през войната числеността ѝ достига 273 души. В третата рота са обединени всички доброволци от Бургаското македонско благотворително братство.

## Команден състав
- Командир на дружината: подпоручик Трифон Кунев
- 1-ва рота: Луи Айер
- 2-ра рота: подпоручик Карекин Нъждех

## Известни доброволци
- Атанас Бакларов
- Димитър Арнаудов
- Петър Завоев

## Галерия
- Брой на „Български доброволец“ от август 1936 г. с портрет на командира на дружината Трифон Кунев
- Портрет на швейцареца Луис Айер, командир на Юнашкия легион, сниман по време на Балканската война
- Портрет на Андраник Озанян, войвода на Арменската рота, сниман през 1912 година в София
- Арменска рота; най-вляво е командирът Карекин Нъждех, а най-вдясно е войводата Андраник Озанян